# Tom Boswell
Tom Boswell, né le 2 octobre 1953 à Montgomery, dans l'Alabama, est un ancien joueur américain de basket-ball. Il évolue durant sa carrière aux postes d'ailier fort et de pivot.

## Palmarès
- Médaillé de bronze au Championnat du monde à Porto Rico en 1974[1].
- Champion NBA en 1976 avec les Celtics de Boston